# Audrey Brisson
Audrey Brisson-Jutras (6 novembre 1984) è un'attrice canadese.

## Biografia
Nata in una famiglia franco-canadese, Audrey Brisson ha fatto il suo debutto nel mondo dello spettacolo nel 1996 con il Cirque du Soleil, cantando e facendo acrobazie nella tournée europea e statunitense dello spettacolo Quidam fino al 1999.
A partire dagli anni duemiladieci ha sostituito l'attività circense con quella teatrale, calcando le scene statunitensi e londinesi. Dal 2011 al 2013 ha recitato in The Wild Bridge a Berkeley e Brooklyn, mentre nel 2016 ha fatto il suo esordio sulle scene londinesi nel musical The Flying Lovers of Vitebsk alla Sam Wanamaker Playhouse. Successivamente ha recitato nel musical The Grinning Man a Bristol (2016) e Londra (2018), mentre nel 2017 ha interpretato il Grillo Parlante nella riduzione teatrale di Pinocchio in scena al National Theatre.
Nel 2019 ha ottenuto il successo sulle scene interpretando l'eponima protagonista nell'adattamento musicale de Il favoloso mondo di Amélie in scena a Londra e in una tournée britannica ed irlandese. Per il ruolo a teatro e nell'incisione discografica dello spettacolo la Brisson è stata candidata al Laurence Olivier Award alla miglior attrice in un musical e al Grammy Award. Nel 2021 recita all'Old Vic in una riduzione teatrale di Lorax - Il guardiano della foresta e debutta sulle scene del West End londinesi ancora una volta come Amélie. Nel 2022 interpreta Cenerentola nel musical di Stephen Sondheim Into the Woods in scena a Bath per la regia di Terry Gilliam.

## Filmografia parziale

### Cinema
- Hereafter, regia di Clint Eastwood (2010)
- W.E. - Edward e Wallis (W.E.), regia di Madonna (2011)

### Televisione
- Outlander - serie TV, 2 episodi (2016)

## Riconoscimenti
- Grammy Award
  - 2021 – Candidatura per il miglior album di un musical teatrale per Amélie (Original London Cast)
- Premio Laurence Olivier
  - 2020 – Candidatura per la migliore attrice in un musical per Amélie